# El rey de las finanzas
El rey de las finanzas es una película española de comedia estrenada en 1944, coescrita y dirigida por Ramón Torrado y protagonizada en los papeles principales por Miguel Ligero y Mercedes Vecino.

## Sinopsis
Para divertirse sin que sus mujeres se enteren, un grupo de empresarios se inventa la existencia de Carrasco, un importante financiero, con quien tienen frecuentes reuniones de trabajo. Cuando organizan una fiesta para una adinerada cubana con la que quieren hacer negocios, las esposas se empeñan en que Carrasco sea invitado. La sorpresa de los maridos es mayúscula cuando un timador, conocedor de la situación, se presenta a la fiesta como Carrasco y conquista a la millonaria cubana.

## Reparto
- Mercedes Vecino como Clotilde
- Miguel Ligero como Federico Carrasco
- Blanca Pozas como	Catalina
- César Rueda como Baltasar
- Ana de Siria como Irene
- Manolita Morán como La Nati
- Félix Fernández como Pastona
- Manuel Arbó como Bermúdez
- Juanita Mansó como Virtudes
- Salvador Videgaín como Alcalde
- Casimiro Hurtado como Manolo
- Pedro Chicote como Dueño de club
- José Jaspe como Canadiense